# Globulencyrtus
Globulencyrtus is een geslacht van vliesvleugeligen uit de familie Encyrtidae. De wetenschappelijke naam van dit geslacht is voor het eerst geldig gepubliceerd in 1976 door Hoffer.

## Soorten
Het geslacht Globulencyrtus omvat de volgende soorten:
- Globulencyrtus dahmsi Simutnik & Trjapitzin, 2008
- Globulencyrtus politus (Hoffer, 1957)